# Commiphora laxecymigera
Commiphora laxecymigera là một loài thực vật có hoa trong họ Burseraceae. Loài này được H.Perrier mô tả khoa học đầu tiên năm 1944.